# Dal vivo volume 3 - Tour acustico
Dal vivo volume 3 - Tour acustico è un album musicale di Ivano Fossati uscito nel 2004.

## Descrizione
Questo album costituisce, come suggerisce del resto il titolo, la prosecuzione ideale dei due dischi dal vivo precedenti, Dal vivo volume I - Buontempo e Dal vivo volume 2 - Carte da decifrare registrati però più di dieci anni prima. L'occasione è stata il tour acustico che Fossati ha tenuto a partire dal novembre del 2003 nei teatri italiani. La serie di concerti non prevedeva inizialmente la pubblicazione di un album, ma una volta risentite alcune registrazioni, Fossati decise di pubblicarle.
Seppur nato con la definizione di Tour acustico, in realtà nel concerto non manca strumentazione "elettrica". Acustica è però l'atmosfera che si respira in quanto, a fianco degli strumenti convenzionali, ne vengono spesso usati altri inusuali come i bicchieri suonati da Claudio Fossati a mo' di vibrafono o una ruota di bicicletta con tanto di cartoncino inserito tra i raggi.

## Tracce
Testi e musiche di Ivano Fossati tranne dove diversamente indicato.
1. I treni a vapore – 5:35
2. Pane e coraggio – 4:26
3. Smisurata preghiera – 4:02 (De Andrè, Fossati)
4. C'è tempo – 4:25
5. Oh che sarà – 3:05 (testo: Fossati – musica: Buarque)
6. L'uomo coi capelli da ragazzo – 3:41
7. Il bacio sulla bocca – 4:45
8. Notturno delle tre – 4:19
9. La pianta del tè – 5:35
10. L'angelo e la pazienza – 6:56
11. Una notte in Italia – 5:22
12. Cartolina – 4:01
13. Mio fratello che guardi il mondo – 6:35
14. Il disertore – 2:30 (testo: Calabrese – musica: Vian)

## Musicisti

### Artista
- Ivano Fossati: voce, pianoforte, chitarra elettrica, armonica a bocca

### Altri musicisti
- Pietro Cantarelli: pianoforte, Fender Rhodes, organo Hammond, fisarmonica, tastiere, programmazioni
- Claudio Fossati: batteria e percussioni
- Mirko Guerrini: sassofono tenore, contralto, soprano e flauto
- Daniele Mencarelli: basso elettrico, contrabbasso
- Riccardo Galardini: chitarra elettrica, chitarra acustica e chitarra 12 corde
- Saverio Tasca: vibrafono, marimba e percussioni